# Hella Petri
Pour les articles homonymes, voir Petri.
Hella Petri est une actrice française, active du début des années 1960 à la fin des années 1990.

## Filmographie

### Cinéma
- 1960 : On n'enterre pas le dimanche de Michel Drach : Mme Courtalès
- 1960 : La Novice (Lettere di una novizia) d'Alberto Lattuada : Elisa Passi
- 1962 : Un singe en hiver d'Henri Verneuil : Georgina
- 1964 : Requiem pour un caïd de Maurice Cloche : Mado
- 1964 : Relaxe-toi chérie de Jean Boyer
- 1964 : L'Autre Femme de François Villiers
- 1964 : Mata Hari, agent H 21 de Jean-Louis Richard : la baronne du Maine
- 1964 : L'Amour à la chaîne de Claude de Givray : Thaïs
- 1965 : Lady L de Peter Ustinov : Madam
- 1970 : Alyse et Chloé de René Gainville : la femme du client
- 1973 : Une journée bien remplie de Jean-Louis Trintignant : Mme Sauler
- 1974 : Les Violons du bal de Michel Drach : la femme du producteur
- 1974 : Les 'S' Pions (S*P*Y*S) d'Irvin Kershner : la prostituée
- 1974 : Marseille contrat (The Marseille Contract) de Robert Parrish : la Comtesse
- 1976 : Mimì Bluette... fiore del mio giardino de Carlo Di Palma
- 1979 : Oublier Venise (Dimenticare Venezia) de Franco Brusati : tante Marta
- 1983 : La Scarlatine de Gabriel Aghion : Génia
- 1986 : Cent Francs l'amour de Jacques Richard : Clara Moor

### Télévision
- 1966 : Les Saintes Chéries, série télévisée en 39 épisodes : Olga (épisode : Éve et la jalousie de Jean Becker)
- 1966 : La Mouette, téléfilm de Gilbert Pineau (d'après Anton Tchekhov) : Arkadina
- 1975 : Jack, série télévisée en 13 épisodes de Serge Hanin : Marusa (4 épisodes)
- 1980 : Caméra une première, série télévisée en 23 épisodes : Grand-mère (épisode : Le Labyrinthe de verre de Maté Rabinovsky)
- 1981 : Guerre en pays neutre, mini-série en 6 épisodes : Rita Schöndorf
- 1985 : Entre chats et loups, téléfilm de François Porcile : Sonia Karpova
- 1992 : Amour et chocolat, téléfilm de Josée Dayan : la Marquise Pipo
- 1995-1998 : Le JAP, juge d'application des peines, série télévisée en 8 épisodes de Franck Appréderis : Babou